# Никога не казвай никога
„Никога не казвай никога“ е един от филмите, включени в „неформалната“ „бондиана“, с Шон Конъри в ролята на Агент 007. Сценарият на филма е адаптиран по книгата Операция „Мълния“ на Иън Флеминг от 1961 г.

## Сюжет
Вербувайки един от служителите във военновъздушната база на НАТО, мощната тайна организация СПЕКТЪР отвлича две атомни бомби. Скоро правителствата на Запада получават ултиматум да платят на СПЕКТЪР на 25 милиарда долара, или престъпници ще взривят бомбите в по-големите градове по света. Британското разузнаване възлага разследването на най-добрите си агенти, включително на Джеймс Бонд.
Бонд е изпратен в Ямайка, за да разбере участието в СПЕКТЪР на Максимилиан Ларго, милиардер с тъмно минало. Скоро Бонд среща с Домино Петачи, приятелката на Ларго, и разбира, че Ларго е главата на операцията, свързана с изнудване. Сега основната задача на Бонд е навреме да открие атомните бомби и да унищожи Ларго, не позволявайки на бедствието да се случи...

## В ролите
| Актьор                | Роля |
| --------------------- | --- |
| Шон Конъри            | Джеймс Бонд |
| Клаус Мария Брандауер | Максимилиан Ларго, криминален милиардер, заместник шефът на СПЕКТЪР                                                   |
| Ким Бейсингър         | Домино Петачи, приятелка на Ларго                                                                                     |
| Барбара Карера        | Фатима Бланш, агент на СПЕКТЪР                                                                                        |
| Берни Кейси           | Феликс Лейтър, агент на ЦРУ, приятел на Бонд                                                                          |
| Макс фон Сюдов        | Ернст Ставро Блофелд, лидер на СПЕКТЪР                                                                                |
| Едуард Фокс           | „М“, шефът на МИ-6 |
| Памела Салем          | мис Мънипени, секретарка на „М“                                                                                       |
| Алек Макоун           | Олджернон (аналог на „Q“), началник на технически отдел на МИ-6, създател на много невероятни устройства за агент 007 |
| Роуън Аткинсън        | Найджел Смол-Фосет, агент на МИ-6 от Бахамски острови                                                                 |
| Гавар О`Херли         | Джак Петачи, офицер на НАТО, брат на Домино Петачи                                                                    |

## Музика на филма
Музиката към филма е написана от известния френски композитора Мишел Легран. „Главната“ песен се изпълнява американската певица Лани Хол. Създателите на филма предлагат сътрудничество на композитора Джон Бари, но той отказа, за да бъде верен на „официалната“ „бондиана“.

## Скандали на филма
В началото на 60-те години на Иън Флеминг подписва договор с продуцента Кевин Маклори и сценариста Джак Витинхем, продавайки филмовите права на един от романи си – „Операция „Мълния“. Филмът не е екранизиран поради финансови затруднения, а след това Флеминг незаконно препродава филмовите права на дружеството „Eon Productions“, които ще продължат да правят филми от „официалната“ „бондиана“. През 1963 г. Маклори подава иск срещу Флеминг в съда и печели. „Eon Productions“ предлага компромис, който удовлетворява всички: филмовите права на „Операция „Мълния“ остават на Mаклори, но той ще може да направи филм до 10 години, след като филмът заснет „United Artists“ бъде пуснат.
„Операция „Мълния“, четвъртия филм от „официалната“ „бондиана“ излиза през 1965 г., и 10 години по-късно Маклори отново прави опит да започне производство на филма. Въпреки това, „Eon Productions“ подава иск срещу Маклори в съда, обвинявайки го, че проектът е излязъл извън ограниченията на авторското право. Производство на филма отново е отложено.
В края на 70-те години на Джак Шварцман, бизнес партньор на Маклори, отново започна проекта. Бъдещият филм се планира да бъде наречен „Джеймс Бонд от Сикрет сървис“. За написването на сценария Шварцман се опитва да привлече Том Манкевич, автор на сценария на „Диамантите са вечни“ (седмия филм „официалната“ „бондиана“). Въпреки това, той отказа, очевидно поради солидарност с Албърт Броколи.
Независимо от факта, че през 1971 г. Конъри публично обещава никога да не играе Бонд, той би могъл да бъде убеден отново да играе легендарния 007. Смята се, че съпругата на Конъри, Мишел, е казала известната фраза, която се превръща в заглавие на филма.
Заснемането започва през 1982 г., но производителите отново са съдени. Режисьорът Ървин Киршнер отива направо от снимките в съда в Лондон да свидетелства. Новият съдебен скандал предизвика допълнителни разходи, и Шварцман е бил принуден да осигури за работата по филма лични средства. Въпреки това, през 1983 г. искът за нарушаване на авторските права е окончателно отхвърлен, и филмът „Никога не казвай никога“ е освободен.

## Интересни факти
- В постановката на екшън-сцените участва известният майстор по бойни изкуства Стивън Сегал. По време на обучението Сегал счупва китката на Шон Конъри.
- В оригиналната книга операцията на СПЕКТЪР във връзка с ядреното изнудване се казва „Омега“. Но във филма и е дадено звучното име – „Сълзите на Аллах“, въпреки че СПЕКТЪР няма нищо общо с исляма или мюсюлмански терористи.
- В заключителните надписи е изказана благодарност на някой наречен „A. К.“ Предполага се, че това е Аднан Кашоги, търговец на оръжие от Саудитска Арабия, който е осигурил заснемане на кадри от филма на борда на луксозната си яхта „Nabila“. Кашоги по-късно препродава кораба на милиардера Доналд Тръмп, който преименува яхтата на „Принцеса Тръмп.“ После тя принадлежи на княза на Саудитска Арабия Ал-Уалид бин Талал, и е наречена „Kingdom 5KR“.
- През 1997 г. MGM студио придобива правото на филма „Никога не казвай никога“ от компанията „Талия Филмс“ за 15 милиона долара.
- „Никога не казвай никога“ е последният филм, в който Шон Конъри играе ролята на Бонд на големия екран.
- Това е първият филм, в който участва Роуън Аткинсън, сега световноизвестен като „Мистър Бийн“, а в ролята на агента Феликс Лейтър за първи път е негър.
- Крилатите ракети, изобразени във филма, напълно копират най-новите американски крилати ракети AGM-86В. Във филма, те са борда на бомбардировач „B-1 Lancer“, но в действителност такива ракети не са инсталирани на този самолет.
- По време на прием в дома Ларго са поставени игрални автомати „Atari“.
- „Колата на Бонд“ във филма е „Bentley 4¼“, производство 1937 г.

1. ↑  www.the-numbers.com //   Посетен на 7 май 2023 г.